# Eupithecia bradorata
Eupithecia bradorata là một loài bướm đêm trong họ Geometridae.